# Pherecydes ionae
Pherecydes ionae là một loài nhện trong họ Thomisidae.
Loài này thuộc chi Pherecydes. Pherecydes ionae được miêu tả năm 1980 bởi Dippenaar-Schoeman.